# María Luisa Manrique de Lara y Gonzaga

Stemma Manrique de Lara

Stemma dei Gonzaga di Guastalla dal 1575 al 1630

María Luisa Manrique de Lara y Gonzaga (Paredes de Nava, 17 aprile 1649 – Bergamo, 4 settembre 1721) è stata una nobildonna spagnola.

## Biografia
Era figlia di Vespasiano Gonzaga, conte di Paredes de Nava e di María Inés Manrique de Lara (?-1679), decima contessa di Paredes de Nava.
Fu Viceregina della Nuova Spagna dal 1680 al 1686 con il marito Tomás Antonio de la Cerda y Aragón, terzo marchese de La Laguna de Camero Viejo. Anche lei era una principessa della casa Gonzaga di Guastalla e XI contessa di Paredes de Nava. 
Fu legatissima e divenne amica e mecenate di suor Juana Inés de la Cruz, che le dedicò diverse poesie.
Il 5 luglio 1683 nacque l'unico figlio di María Luisa, José María de la Cerda y Gonzaga Manrique de Lara, ed anche a lui suor Juana dedicò delle poesie. Fu battezzato il 14 luglio 1683 dall'arcivescovo di Città del Messico Francisco de Aguiar y Seijas y Ulloa nella cattedrale.
Tornata a Madrid, nel 1689 Donna María Luisa fece pubblicare a sue spese un libro di poesie di suor Juana, la Inundación Castálida. Il secondo volume delle sue opere venne  pubblicato pochi anni dopo a Siviglia.

## Ascendenza
|                                                                                |                           |                                                                  | Genitori                                                                |  |  | Nonni |  |  | Bisnonni                               |  |  | Trisnonni                            |  |
|                                                                                |                           |                                                                  |                                                                         |  |  |       |  |  | Ferrante II Gonzaga, duca di Guastalla |  |  | Cesare I Gonzaga, conte di Guastalla |  |
|                                                                                |                           |                                                                  |                                                                         |  |  |       |  |  | Ferrante II Gonzaga, duca di Guastalla |  |  | Cesare I Gonzaga, conte di Guastalla |  |
|                                                                                |                           | Camilla Borromeo                                                 |                                                                         |  |  |       |  |  | Ferrante II Gonzaga, duca di Guastalla |  |  |                                      |  |
| Cesare II Gonzaga, duca di Guastalla                                           |                           |                                                                  |                                                                         |  |  |       |  |  | Ferrante II Gonzaga, duca di Guastalla |  |  |                                      |  |
|                                                                                |                           | Vittoria Doria                                                   | Gianandrea Doria, principe di Melfi                                     |  |  |       |  |  |                                        |  |  |                                      |  |
|                                                                                |                           | Vittoria Doria                                                   | Gianandrea Doria, principe di Melfi                                     |  |  |       |  |  |                                        |  |  |                                      |  |
|                                                                                |                           | Vittoria Doria                                                   | Zenobia del Carretto Doria                                              |  |  |       |  |  |                                        |  |  |                                      |  |
| Vespasiano Gonzaga                                                             |                           | Vittoria Doria                                                   |                                                                         |  |  |       |  |  |                                        |  |  |                                      |  |
|                                                                                |                           | Virginio Orsini, duca di Bracciano                               | Paolo Giordano I Orsini, duca di Bracciano                              |  |  |       |  |  |                                        |  |  |                                      |  |
|                                                                                |                           | Virginio Orsini, duca di Bracciano                               | Paolo Giordano I Orsini, duca di Bracciano                              |  |  |       |  |  |                                        |  |  |                                      |  |
|                                                                                |                           | Virginio Orsini, duca di Bracciano                               | Isabella de' Medici                                                     |  |  |       |  |  |                                        |  |  |                                      |  |
| Isabella Orsini                                                                |                           | Virginio Orsini, duca di Bracciano                               |                                                                         |  |  |       |  |  |                                        |  |  |                                      |  |
|                                                                                |                           | Flavia Damasceni Peretti                                         | Fabio Damasceni                                                         |  |  |       |  |  |                                        |  |  |                                      |  |
|                                                                                |                           | Flavia Damasceni Peretti                                         | Fabio Damasceni                                                         |  |  |       |  |  |                                        |  |  |                                      |  |
|                                                                                |                           | Flavia Damasceni Peretti                                         | Maria Felicita Peretti                                                  |  |  |       |  |  |                                        |  |  |                                      |  |
| María Luisa Manrique de Lara y Gonzaga, XI contessa di Paredes de Nava         |                           | Flavia Damasceni Peretti                                         |                                                                         |  |  |       |  |  |                                        |  |  |                                      |  |
|                                                                                | Enrique Manrique de Acuña | Juan Esteban Manrique de Lara y Cardona, III duca di Nájera      |                                                                         |  |  |       |  |  |                                        |  |  |                                      |  |
|                                                                                | Enrique Manrique de Acuña | Juan Esteban Manrique de Lara y Cardona, III duca di Nájera      |                                                                         |  |  |       |  |  |                                        |  |  |                                      |  |
|                                                                                | Enrique Manrique de Acuña | Luisa de Acuña y Manuel, V contessa di Valencia de Don Juan      |                                                                         |  |  |       |  |  |                                        |  |  |                                      |  |
| Manuel Manrique de Lara y Manrique de Acuña, IX conte di Paredes de Nava       | Enrique Manrique de Acuña |                                                                  |                                                                         |  |  |       |  |  |                                        |  |  |                                      |  |
|                                                                                |                           | Inés Manrique de Lara y Manrique, VI contessa di Paredes de Nava | Antonio Manrique de Lara y Manrique de Lara, V conte di Paredes de Nava |  |  |       |  |  |                                        |  |  |                                      |  |
|                                                                                |                           | Inés Manrique de Lara y Manrique, VI contessa di Paredes de Nava | Antonio Manrique de Lara y Manrique de Lara, V conte di Paredes de Nava |  |  |       |  |  |                                        |  |  |                                      |  |
|                                                                                |                           | Inés Manrique de Lara y Manrique, VI contessa di Paredes de Nava | Giomar Manrique                                                         |  |  |       |  |  |                                        |  |  |                                      |  |
| María Inés Manrique de Lara y Manrique Enríquez, X contessa di Paredes de Nava |                           | Inés Manrique de Lara y Manrique, VI contessa di Paredes de Nava |                                                                         |  |  |       |  |  |                                        |  |  |                                      |  |
|                                                                                |                           | Luis Enríquez                                                    | Fadrique Enríquez                                                       |  |  |       |  |  |                                        |  |  |                                      |  |
|                                                                                |                           | Luis Enríquez                                                    | Fadrique Enríquez                                                       |  |  |       |  |  |                                        |  |  |                                      |  |
|                                                                                |                           | Luis Enríquez                                                    | Juana Manrique                                                          |  |  |       |  |  |                                        |  |  |                                      |  |
| Luisa Enríquez y Luján                                                         |                           | Luis Enríquez                                                    |                                                                         |  |  |       |  |  |                                        |  |  |                                      |  |
|                                                                                |                           | Catalina de Luján                                                | Diego de Luján                                                          |  |  |       |  |  |                                        |  |  |                                      |  |
|                                                                                |                           | Catalina de Luján                                                | Diego de Luján                                                          |  |  |       |  |  |                                        |  |  |                                      |  |
|                                                                                |                           | Catalina de Luján                                                | Francisca de Luján                                                      |  |  |       |  |  |                                        |  |  |                                      |  |
|                                                                                |                           | Catalina de Luján                                                |                                                                         |  |  |       |  |  |                                        |  |  |                                      |  |